# MISCA

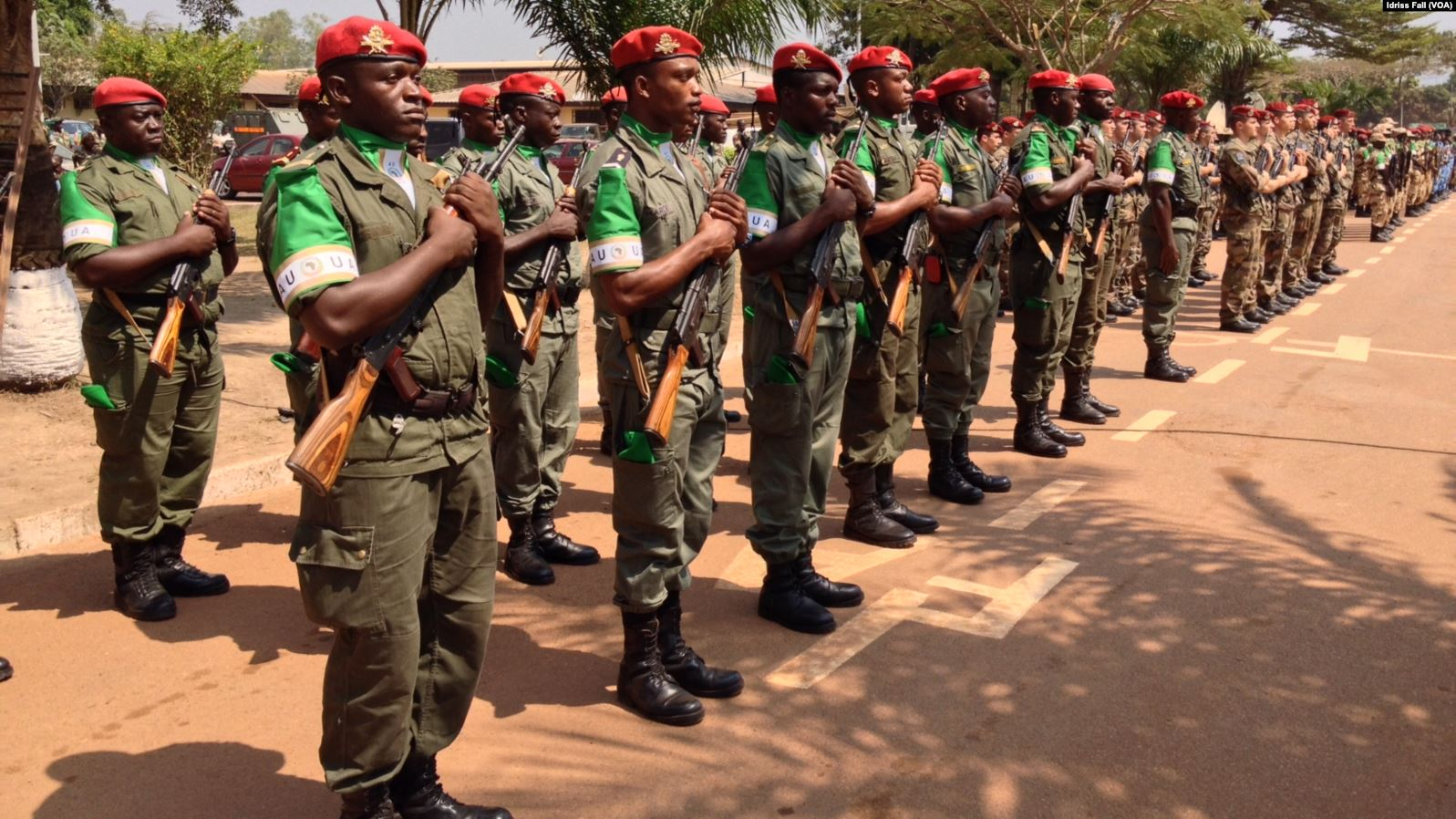
유엔 평화유지군

아프리카 주도 중앙아프리카 국제지원임무(프랑스어: Mission internationale de soutien à la Centrafrique sous conduite africaine (MISCA), 영어: African-led International Support Mission to the Central African Republic)는 아프리카 연합이 관할하는 유엔 평화유지군이다. 2013년 12월 5일에 유엔 헌장 제7장에 따라, 중앙아프리카 공화국에 프랑스 군사 개입을 인정하는 유엔 안보리 결의가 채택되어, MISCA가 성립되었다. 중앙아프리카 공화국에 MISCA의 병력은 3,600명에서 6,000명에 달할 예정이다.

## 같이 보기
- 인도주의적 개입
- 유엔 평화유지군